# Lompoc
Lompoc est une municipalité américaine du  comté de Santa Barbara, en Californie.

## Démographie
Selon le recensement américain de l'an 2000, sa population est de 41 103 habitants. En 2006, sa population a été estimée à 39 883, soit une diminution de 1 220 personnes (-3,0 %).
| 1880 | 1890  | 1900 | 1910  | 1920  | 1930  |
| ---- | ----- | ---- | ----- | ----- | ----- |
| 226  | 1 015 | 972  | 1 482 | 1 876 | 2 845 |

| 1940  | 1950  | 1960   | 1970   | 1980   | 1990   |
| ----- | ----- | ------ | ------ | ------ | ------ |
| 3 379 | 5 520 | 14 415 | 25 284 | 26 267 | 37 649 |

| 2000   | 2010   | - | - | - | - |
| ------ | ------ | - | - | - | - |
| 41 103 | 42 434 | - | - | - | - |

## Géographie
Selon le Bureau du recensement des États-Unis, la ville a une superficie de 30,1 km2, entièrement constituée de terres à une altitude de 87 mètres.

## Histoire
Avant l'arrivée des colons européens, la zone autour de Lompoc était habitée par le peuple Chumash. Le nom de la ville est dérivé d'un terme purisimeño, « Lum Poc », qui signifie « eaux stagnantes » ou « lagune ».